# Досталь, Станислав (1991)
Станислав Досталь (чеш. Stanislav Dostál; род. 20 июня 1991, Злин) — чешский футболист, вратарь клуба «Злин».

## Клубная карьера
Дебютировал в чемпионате Чехии 15 ноября 2008 года в матче против «Сигмы» (1:1), выйдя на поле после удаления вратаря Алеши Коржинека. Досталю на тот момент было 17 лет 4 месяца и 19 дней, благодаря чему он стал самым молодым вратарём в истории чешкой лиги, побив на 10 дней предыдущий рекорд Петра Чеха, державшийся с 1999 года. По итогам сезона 2008/09 команда вылетела из высшей лиги. Во второй лиге Досталь стал основным вратарём и вместе с «Злином» по итогам сезона 2014/15 вернулся в высший дивизион чешского футбола.
Манеру игры Досталя журналист Богумил Паника в 2016 году сравнивал со стилем Петра Коубы.
В мае 2017 года он сыграл в финале Кубка Чехии, где «Злин» обыграл «Опаву» (2:0) и впервые стал обладателем данного трофея. Достижение позволило клубу сыграть в Чехо-словацком Суперкубке и Лиге Европы. Матч за суперкубок против словацкого «Слована» завершился победой чешского клуба в серии пенальти со счётом 6:5. Дебют в еврокубках состоялся в игре против «Шерифа» (0:0), а впоследствии сыграл против московского «Локомотива» (0:3) и «Копенгагена» (0:3). К концу группового турнира «Злин» занял последнее место и вылетел из Лиги Европы.
Находясь в статусе основного вратаря, Досталь в марте 2018 года продлил контракт с клубом на следующие два года. Свой 100-й матч в чемпионате Чехии он сыграл в сентябре 2020 года. В сезонах 2021/22 и 2022/23 основным вратарём «Злина» стал Матей Ракован, тем не менее летом 2023 года руководство клуба заключило новое соглашение с 32-летним Досталем. В игре против «Теплице» в августе 2023 года Досталь получил разрыв почки, однако доиграл матч до конца.
К 2024 году Досталь имел самый высокий показатель в чешской лиге по длительности непрерывного пребывания в действующий команде (16 сезонов).

## Карьера в сборной
В августе 2008 года получил приглашение сыграть за юношескую сборную Чехии до 18 лет на домашнем мемориале Ежека, где чехи сумели добыть победу, обыграв в финале Польшу (0:0 основное время и 3:0 по пенальти). Впоследствии Досталь сыграл ещё три товарищеские игры за команду до 18 лет. В марте 2010 года принял участие матче против Швеции в составе чешской сборной до 19 лет.

## Достижения
- Победитель Кубка Чехии: 2016/17
- Победитель Чехо-словацкого Суперкубка: 2017

## Статистика
По состоянию на 9 мая 2024 года.
| Сезон   | Клуб | Лига | Лига | Лига | Кубок | Кубок | Еврокубок | Еврокубок |
| Сезон   | Клуб | Ур   | М    | ПГ   | М     | ПГ    | М         | ПГ        |
| ------- | ---- | ---- | ---- | ---- | ----- | ----- | --------- | --------- |
| 2008/09 | Злин | Д1   | 1    | −1   |       |       |           |           |
| 2010/11 | Злин | Д2   | 3    | −5   |       |       |           |           |
| 2011/12 | Злин | Д2   | 13   | −12  |       |       |           |           |
| 2012/13 | Злин | Д2   | 0    | 0    |       |       |           |           |
| 2013/14 | Злин | Д2   | 29   | −30  | 2     | −3    |           |           |
| 2014/15 | Злин | Д2   | 26   | −27  | 0     | 0     |           |           |
| 2015/16 | Злин | Д1   | 10   | −17  | 4     | −3    |           |           |
| 2016/17 | Злин | Д1   | 24   | −24  | 3     | −1    |           |           |
| 2017/18 | Злин | Д1   | 20   | −30  | 1     | −1    | 3         | −6        |
| 2018/19 | Злин | Д1   | 22   | −28  | 2     | −2    |           |           |
| 2019/20 | Злин | Д1   | 19   | −24  | 0     | 0     |           |           |
| 2020/21 | Злин | Д1   | 34   | −47  |       |       |           |           |
| 2021/22 | Злин | Д1   | 5    | −8   |       |       |           |           |
| 2022/23 | Злин | Д1   | 13   | −18  | 2     | 0     |           |           |
| 2023/24 | Злин | Д1   | 26   | −41  | 3     | −4    |           |           |